# Unitra
UNITRA, Асоціація польських виробників побутової електроніки, була заснована в 1961 році і проіснувала в початковій структурі до 1989 року. Після системної трансформації на ринку знову з’явилися споживчі товари під торговою маркою «UNITRA».

## Сфера діяльності
Незважаючи на те, що бренд діяв як асоціація виробників, він мав власний відділ досліджень і розробок. Обладнання Unitra також виготовлялося для провідних світових виробників, таких як японська компанія Sanyo. Серед інших результатом цієї співпраці можна назвати колонні колонки Sanyo SXM-80. У тих сферах, де бренд не мав належної технологічної бази, він вступав у співпрацю з виробниками з інших країн. Прикладом такої співпраці з японською компанією Sankei є магнітола Boombox Unitra-Sankei TCR-101. 

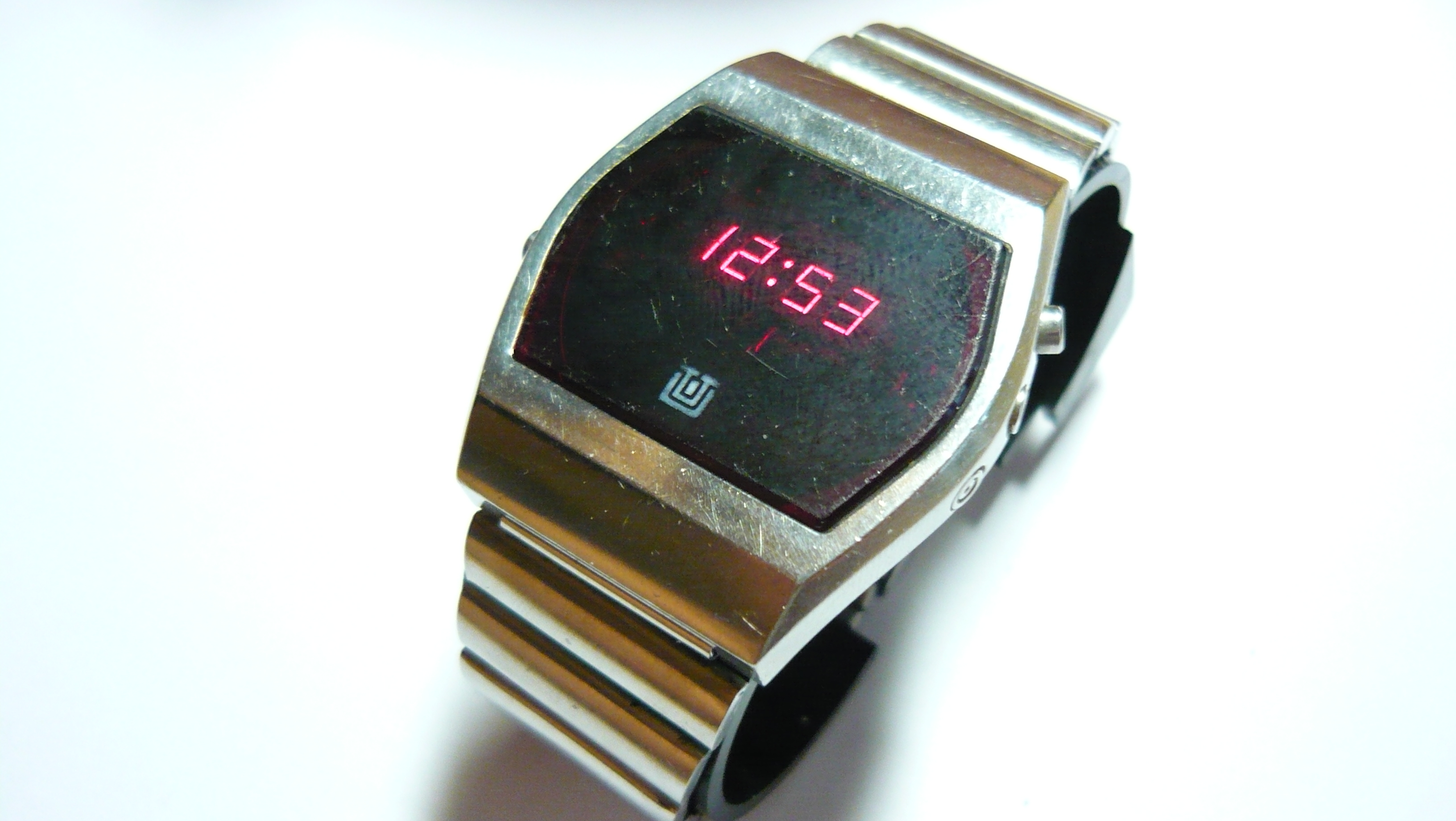
Наручний годинник Unitra Warel

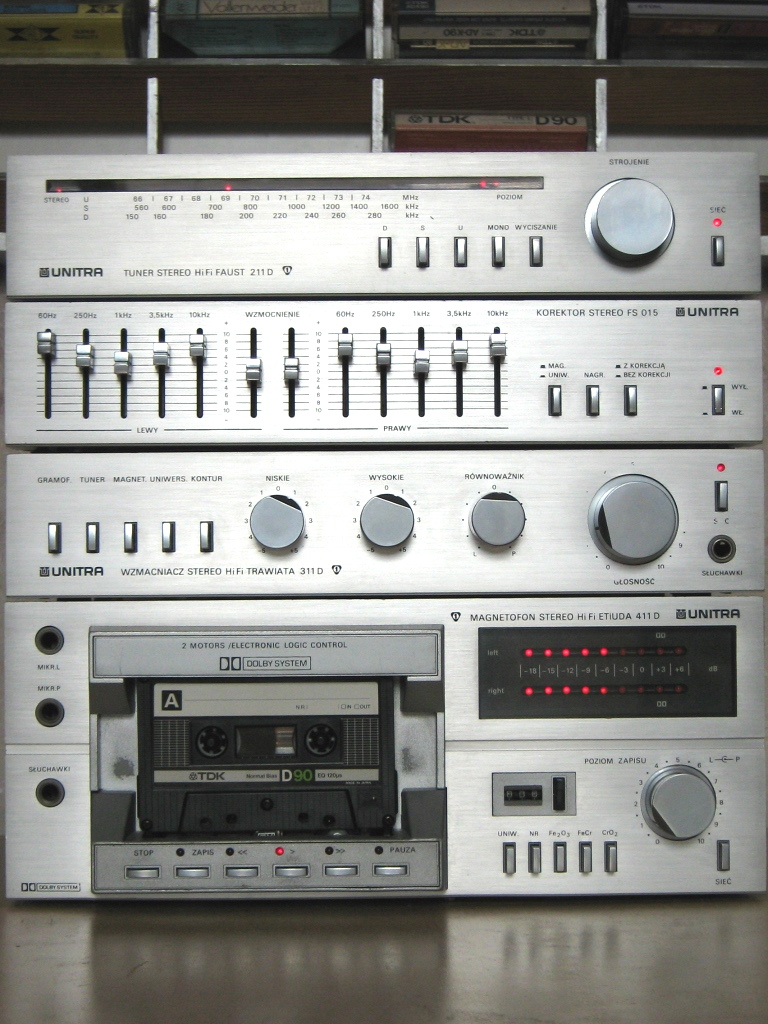
HiFi система Unitra Diora

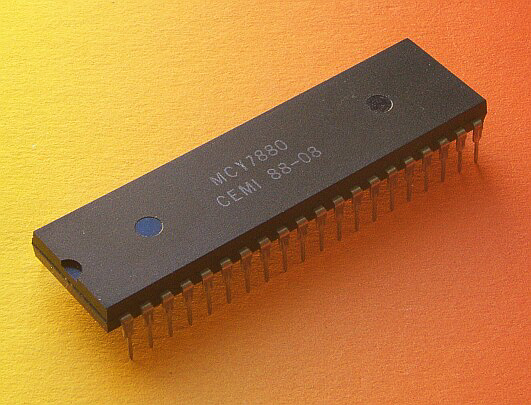
Мікропроцесор Unitra CEMI MCY7880 (клон Intel 8080)

## Територіальний обсяг
Продукція різних виробників під єдиним брендом була доступна в усіх країнах Центральної та Східної Європи, включаючи Польщу, Чехословаччину, Угорщину та країни Балтії – Литву, Латвію, Естонію.

## Знаменні дати

### Заснування
У 1961 році в результаті злиття двох менших асоціацій виробників була заснована одна організація під назвою Асоціація промисловості електронної та телекомунікаційної техніки UNITRA. За весь період діяльності членами Асоціації були понад 60 різних підприємств.

### Системні зміни
У результаті політичних перетворень 1989 р. асоціації виробників були розпущені. Окремі компанії самостійніли і продовжували свою діяльність з перемінним успіхом.

### Возз'єднання
Ідея створення асоціації виробників знову з'явилася в 21 столітті. В даний час техніка під торговою маркою Unitra виготовляється виробниками, що спеціалізуються на аудіотехніці.

## Список асоційованих виробників
| - Biazet - CEMAT - CEMI (Напівпровідникові пристрої) - CERAD - CERPO - Diora (Hi-Fi комплекти) - Dolam - Elmash - Elpod | - Elpol - Eltra - Elwa - Fonica (вертушки, стерео підсилювачі) - Lamin - Unitra-Lubartów - Magmor - Miflex - OBREP | - Polam - Polcolor - Polfer - Profel - Radmor - Radwar - Rawar - Unitra-Rzeszów - Telekom | - Telam - Telpod - Tonsil (коробки гучномовців) - Toral - Unima - Unimor - Unipro - Unitex - Unizet | - Warel - WZT (телевізори) - Zatra - Zapel - Zelos - Zumet - ZRK (Касетні деки, стереоприймачі) |

Кожен із цих закладів використовував назву UNITRA разом зі стилізованою торговою маркою U перед власною назвою.